# École du Pô
L'école du Pô (escolo doou Po selon la norme de l'école du Pô) était une association pour la défense de la langue des régions occitanes et franco-provençales du Piémont, fondée en 1961 à Crissolo par Sergio Arneodo, Gustavo Buratti et Giuseppe Pacotto. Cette association a eu une vie brève mais sa norme a continué d'exister, bien que son utilisation soit devenue minoritaire par rapport à la norme classique, surtout depuis la fin des années 1990.

## Historique
Les relations entre les provençalistes piémontais et les félibres provençaux remontent aux années 1930, époque où de tels engagements étaient suspects aux yeux des autorités italiennes du régime de Benito Mussolini,. Dès 1933, Téofilo Pons publiait dans la revue « Occitania » dont le directeur était alors Charles Camproux des poésies en dialecte occitan de La Tour de Pellis.
À la même époque le linguiste et philologue Benvenuto Aron Terracini, qui enseignait à l'Université de Turin encourageait les travaux de ses étudiants qui contribuèrent à connaitre avec plus de précision la frontière linguistique entre dialectes italiens et dialectes occitans dans le sud du Piémont.
En 1933, trois poètes piémontais du groupe "Ij brandé" (les chenets) : Aldo Daverio, Renato BertoIotto et Pinin Pacòt se rendent à Maillane pour rencontrer les mistraliens français, et en 1936, une délégation piémontaise, conduite par Pinin Pacòt participe à la Santo Estello, le Congrès général du Félibrige qui s'est réuni à Gap.

## Norme
La norme de l'école du Pô est une norme linguistique (une codification), complémentaire à la norme classique, qui permet de représenter les particularités de la langue occitane dans sa variété cisalpine, c'est-à-dire principalement la variété du vivaro-alpin des Vallées occitanes italiennes.  
Bâtie principalement à partir de la norme mistralienne, dont elle se veut l'adaptation, elle est créée en janvier 1971 par une commission spéciale de l'association de l'École du Pô, section éphémère du Félibrige. 
La norme est élaborée par des linguistes (Giuliano Gasca-Queirazza, Corrado Grassi, Arturo Genre), des poètes (Antonio Bodrero, Sergio Ottonelli, Sergio Arneodo, Beppe Rosso, Remigio Bermond, Franco Bronzat) et un enseignant (Ezio Martin). 
| Provençal (graphie de l’École du Pô) | Provençal (graphie mistralienne) | Alphabet phonétique international) | Notes | Sons équivalents dans d'autres langues |
| ------------------------------------ | -------------------------------- | ---------------------------------- | --- | -------------------------------------- |
| a                                    | a                                | [a]                                | | « padre »                              |
| aou                                  | au                               | [aw]                               | |                                        |
| e                                    | e, é                             | [e]                                | | « képi », « edicola »                  |
| eu                                   | non noté                         | [ø]                                | | « peur »                               |
| ë                                    | non noté                         | [ə]                                | | « que »                                |
| i                                    | i                                | [i]                                | | « kilo », « prima »                    |
| î                                    | non noté                         | [j]                                | |                                        |
| ii                                   | non noté                         | [ii]                               | Indique une succession de voyelles et de semi-voyelles comme dans « fìi » (fils).                                           |                                        |
| o                                    | o                                | [ɔ]                                | | « port »                               |
| ou                                   | ou                               | [u]                                | | « couverture », « ultimo »             |
| oou                                  | òu                               | [ɔw]                               | |                                        |
| u                                    | u                                | [y]                                | | « écriture »                           |
| c                                    | c                                | [k]                                | S'utilise devant « a », « o », « ou », « u » et en fin de mot.                                                              | « cascade », « chiesa »                |
| ch                                   | ch                               | [tʃ] ou [ts]                       | | « facevo », « ciao » « canzone »       |
| g                                    | g                                | [g] et [dʒ]                        | Forme le son [g] devant « a », « o », « ou », « u ». Forme le son [dʒ] devant « e », « ë », « eu », « i » et en fin de mot. | « gâteau » « pagina »                  |
| gu                                   | gu                               | [g]                                | S'utilise devant « e », « ë », « eu » et « i » pour former le son [g].                                                      | « guêpe »                              |
| h                                    | h                                |                                    | Sert à indiquer la répétition d'un voyelle.                                                                                 |                                        |
| j                                    | j                                | [dʒ]                               | S'utilise devant « a », « o », « ou » et « u ».                                                                             | « fingere », « giungla »               |
| qu                                   | qu                               | [k]                                | S'utilise devant « e », « eu », « ë » et « i ».                                                                             | « quand »                              |
| s                                    | s                                | [s]                                | | « cassoulet », « pasto »               |
| z                                    | s ou z                           | [z]                                | | « rose »                               |
| dz                                   | non noté                         | [dz]                               | | « zebra »                              |
| lh                                   | lh                               | [ʎ]                                | | « aglio »                              |
| nh                                   | gn                               | [ɲ]                                | | « montagne »                           |
| sh                                   | non noté                         | [ʃ]                                | | « chant », « scena »                   |
| zh                                   | j ou g                           | [ʒ]                                | | « jeu »                                |
| ç                                    | non noté                         | [θ]                                | | « thing »                              |
| x                                    | non noté                         | [ð]                                | | « this »                               |

- Les accents et les doublements de consonnes servent à distinguer les homophones.

- Le doublement du « n » (nn), permet éventuellement de faire la différence entre un « n » consonne finale nasale (« an » - « ils ont »), et le « n » consonne finale apicale (« ann » - « année »).
- Les voyelles longues sont indiquées par un accent circonflexe (ëncoû - « encore »).
- L'accent est indiqué lorsqu'il ne tombe pas sur l'avant-dernière syllabe d'un mot se terminant par une voyelle, dont la dernière syllabe se termine par une consonne ou une semi-voyelle, ou qui est monosyllabe.
  - viro (« tourne »),
  - chanten (« chantons »),
  - trënt (« trident »),
  - barsai (« falaise ») ne prennent pas d'accent;
  - chànten (« ils chantent »),
  - pìssëro (« sorbier des oiseleurs »),
  - bazalicò (« basilic »).

- L'accent est toujours placé sur le deuxième élément d'un digramme : les doùnen (« ils donnent »).
- L'accent grave est toujours utilisé, sauf pour « é » (et fermé), « ó » (ou fermé) et « á » (vélarisé, presque un o).
- Si une voyelle est en même temps tonique, fermée et longue, on écrit deux fois la voyelle avec un accent sur le premier signe.

### Exemple comparatif
Définition du terme langue polynomique selon Jean-Baptiste Marcellesi citée dans la Déclaration de Briançon.
| Provençal (graphie de l’École du Pô) | Provençal (graphie mistralienne) | Français | Italien |
| --- | --- | --- | --- |
| Longa poulinoumicca : lâ soun ëd longa qu’i s’ parlon din pluzieur paî, ma qu’ laz on pâ ël meimë caractérë qu’ laz ooutra: qu’ lâ sion counsiderâ inë longuë unicquë, l’i ël rezultà d’in razounamon, l’i pâ ël rezultà dou chamin qu’on fai laz ooutra longa din lor fourmasioun. L’existansë d’inë longuë poulinoumicquë i l’i foundà ëd su la desizioun ëd quëllou qu’i la parlon dë lh’ dounâ in noun, e d’ la deiclarâ otonommë par rapor a laz ooutra longa. | Lengo poulinoumico : lengo que soun unita es abstracho e s’enseguis d’un mouvemen dialeiti e noun d’un arrouquimen simplet degu à-n-uno normo unico, e que soun eisitènci es foundado sus lou soulide de la decisioun à masso d’aquéli que la parlon de ié baia un noum particulié e de la declara autounoumo à respèt dis àutri lengo recounèissudo. | Langue polynomique : langue dont l’unité est abstraite et résulte d’un mouvement dialectique et non de la simple ossification d’une norme unique, et dont l’existence est fondée sur la décision massive de ceux qui la parlent de lui donner un nom particulier et de la déclarer autonome des autres langues reconnues. | Lingue polinomiche : lingue la cui unità è astratta ed è il risultato di un movimento dialettico e non del semplice consolidamento di una norma unica, e la cui esistenza è fondata sulla decisione concordata di coloro che la parlano di darle un nome specifico e di dichiararla autonoma rispetto alle altre lingue riconosciute. |

## Référence et notes